# 디지털 큐레이션
큐레이션은 디지털 자산을 선택, 보존, 유지, 수집 그리고 아카이빙(archiving) 하는 것을 말한다. 디지털 큐레이션은 현재와 미래에 사용하기 위한 디지털 데이터 저장소라는 가치를 만들고, 유지하고, 더한다.종종 기록 보관 담당자나 사서, 과학자, 역사가, 학자들이 이러한 일을 하기도 한다. 기업들은 내부 운영과 전략 결정의 과정에서 정보와 데이터의 질을 개선하기 위해 디지털 큐레이션을 이용하기 시작했다. 성공적인 디지털 큐레이션을 통해 사용자들이 무한하게 정보에 접근할 수 있게 하면서, 디지털 노후화(digital obsolescence)가 완화될 것이다. 큐레이션이라는 용어는 과거에는 흔히 박물관이나 도서관 전문가들이 사용했던 것인데, 디지털 이미지, 웹링크, 영화 파일을 편집하는 것을 포함한 소셜 미디어와 상호작용하면서 적용되기 시작하였다.

## 디지털 큐레이션
원래 ‘큐레이터’는 미술관, 박물관 등에서 어떤 작품들을 전시할 지 정하는 사람을 지칭하는 단어이다. 하지만 다양한 정보가 범람하는 현대사회에서 ‘큐레이션’은 이에 국한되지 않고 ‘선택적으로 골라서 제공하는 행위’를 지칭하는 단어로 통용되고 있다. 이러한 큐레이션은 정보의 홍수속에서 제한된 '시간적 자원’을 효율적으로 활용하여 가장 가치있는 정보를 찾아내야하는 현대 사회에는 필수적인 요소이다.
디지털 큐레이션은 인터넷에 널린 정보들을 주제별로, 혹은 관련된 연계성, 연관성을 지닌 무엇인가를 모아서 정돈하고 정리해서 스스로에게나 다른 사람에게 알기 쉽게, 또 접근하기 쉽게 내보이는 작업을 말한다.

## 디지털 큐레이션에 대한 접근
디지털 큐레이션 센터(DCC, Digital Curation Centre)는 고등 교육 연구 기관을 돕는 "디지털 정보 큐레이션 전문가들의 전세계를 선도하는 센터"이다. DCC는 영국에 본사를 두고 있으며 2004년 초 업무를 시작했다.
아래 내용은 디지털 큐레이션에 대해 그들이 보여주는 일반적인 개요이다:
- 개념화하다(Conceptualize): 당신이 만들어내거나 저장할 디지털 자료가 무엇인지를 고려하는 것. 웹사이트, 출판물, 이메일, 기타 다른 종류의 디지털 산출물들을 고려함.
- 생성하다(Create): 디지털 자료를 생성하고 모든 관련된 메타데이터(metadata)를 첨부하는 것. 일반적으로 메타 데이터가 더 많을 수록 정보에 대한 접근이 더 용이해짐.
- 접근과 사용(Access and use): 생성된 디지털 자료의 접근 범위의 정도를 정하는 것. 어떤 자료들은 비밀번호가 있어야지만 이용이 가능한 반면 어떤 자료들은 완전히 자유롭게 사용하도록 개방됨.
- 평가와 선별(Appraise and select): 기관이나 민간에서 수집한 자료 모음들의 강령을 살피고 어떤 디지털 데이터가 관련 있는지를 결정함. 특정 자료모음들을 결정하는 데 도움이 될 법적인 가이드라인도 있을 것임.
- 처분(Dispose): 기관에게 불필요한 디지털 자료들을 모두 폐기하는 것.
- 수집(Ingest): 디지털 자료들을 지정된 저장 솔루션으로 보내는 것. 이 저장 솔루션은 아키브(archive), 저장소, 기타 다른 것들이 될 것임.
- 보존 행위(Preservation action): 디지털 자료의 통합성을 유지하는 수단을 채택하는 것.
- 재평가(Reappraise): 자료가 여전히 원래의 형태와 관련이 있고 옳은 것인지 확인하기 위해 자료를 재평가하는 것.
- 저장(Store): 지정된 저장 시설에 데이터를 보존하는 것.
- 접근과 재사용(Access and reuse): 지정된 이용자들이 여전히 자료에 접근 가능한지, 자료가 다중 이용을 통해 훼손되지 않았는지 주기적으로 확인하는 것.
- 변환(Transform): 바람직한 혹은 필요한 자료들이 다른 디지털 포맷으로 변환될 것인지 아닌지를 의미.

## 순수 큐레이션
순수 큐레이션(Sheer curation)은 큐레이션 활동들이 데이터와 다른 디지털 자료들을 생성하고 관리하는 완전히 일반적인 업무 흐름으로 통합되는 디지털 큐레이션에 대한 접근이다. '순수'라는 단어는 이러한 큐레이션 활동의 가볍고 시각적으로 투명한 속성을 강조하기 위해 사용된다. 순수 큐레이션이라는 용어는 이미지저장 프로젝트(ImageStore project)와 영국 디지털 큐레이션 센터의 SCARP 프로젝트의 앨리스테어 마일스(Alistair Miles)에 의해 만들어졌다. 데이터 생성자의 업무 실행에 대해 밀접하게 접촉하고 있거나 '몰입'하고 있는 큐레이터들이 이러한 접근을 좌우한다. 화이트(Whyte) 등에 의해 이루어진 뇌 영상 연구 그룹에 관한 사례 연구는 이러한 사실을 보여주는 한 예시이다. 이 사례 연구에서는 뇌 영상 연구자들의 도제식 학습 방법 을 토대로 한 디지털 큐레이션 능력을 만드는 방법을 탐구하였는데, 이러한 도제식 학습 방법을 통해 그들은 데이터세트와 재사용 실험 과정에 대한 접근방식을 공유한다.
순수 큐레이션은 만들고 주로 사용하는 지점에서, 데이터 및 디지털 자료를 관리하는 데 좋은 방식은 또한 이러한 자료들을 공유, 출판, 그리고 장기 보존하기 위한 준비를 하는 데 있어서도 좋은 방식이라고 가정한다.
그러므로, 순수 큐레이션은 특정 구역에서의 국지적 데이터와 디지털 자료 관리에 있어서 도구와 좋은 방법을 밝혀내고 사용을 촉진하려고 하는데, 이 구역은 이러한 도구와 방법을 그러한 자료를 생성하거나 주로 사용하는 사람에게 즉시 부가가치를 제공하는 구역이다. 큐레이션은 가치를 더하는 공유, 저장, 재사용하는 기존의 방법을 밝힘으로써 가장 잘 지지될 수 있다. 또한 그것들을 디지털 자료에 대한 단기적 이익과 장기적 리스크 감소, 혹은 장기적 접근성과 재사용 가치를 유지하기 위한 새로운 기회를 제공한다는 측면에서 논의함으로써 가장 잘 지지될 수 있다. 순수 큐레이션의 목적은 다른 큐레이션 활동을 위한 단단한 기반을 마련하는 것인데, 이러한 큐레이션 활동들은 디지털 자료의 생성자나 주요 사용자에게 혜택을 주지는 않는 성격의 것이며, 특히 장기적인 보존을 요구하는 경우에 더욱 그렇다. 이러한 기반을 마련함으로써, 더 나은 큐레이션 활동이 기관 혹은 조직에서 적절한 직급에 있는 전문가들에 의해 수행되며, 다른 사람들에 대한 간섭을 최소화하면서 조용하게 만든다.
실험실 정보 관리 시스템인 LIMS에서 사용되는 소스에 대한 큐레이션도 유사한 아이디어이다. 이것은 더 자세하게 수집되는 시점의 데이터에 대한 메타데이터나 정보의 자동적인 기록을 일컫는다. 그리고 이것은 의미론적인(semantic) 웹기술을 실업실 설명이나 문서시스템에 적용하기 위해서 발전해왔다. 이미 생성되고 일차적인 목적의 사용 기간을 벗어난 디지털 자료의 모음을 보존하기 위해 프로젝트가 시작되었던 이전의 디지털 보존과, 여기서 언급된 순수 큐레이션과 소스에 대한 큐레이션은 대조된다.

## 채널화
채널화(Channelisation)는 웹상의 디지털 자료를 컨텐츠의 지속적인 흐름으로 바꾸는 큐레이션이며, 종종 브랜드와 미디어 회사의 웹사이트의 자료들을 일컫는다. 이러한 큐레이션은 사용자 경험을 능동적 참여가 요구되는 상호작용하는 매개체에서, 수동적인 매개체로 변화시킨다. 컨텐츠의 큐레이션은 개별적인 제 3자에 의해 행해질 수 있다. 이러한 큐레이션은 전세계로부터의 어떠한 주문형 표현수단으로부터 온 미디어를 수집하고 그것들을 특정한 주제, 테마 혹은 관심사를 위해 제공되는 디지털 '채널'을 제공하는 재생목록에 추가하는 것이며, 이를 통해 최종 사용자는 컨텐츠의 지속적인 흐름을 보고 들을 수 있다.

## 디지털 큐레이션 서비스 현황
- 핀터레스트(https://web.archive.org/web/20190921012546/https://www.pinterest.com/)

미국에서 서비스를 시작하여 전세계로 서비스가 확대되고 있는 소셜 큐레이션 서비스이다. 액티브 유저가 2,000만명이 넘는 서비스로서 웹서핑 중에 마음에 드는 이미지를 큘레이션해서 정리하여 다른 사람과 공유하고 전달하기도 한다.
- 플립보드(http://www.flipboard.com

모바일 뉴스 신디케이션 서비스로, PSS/SNS 계정을 연동하여 제공 받은 데이터를 모바일 매거진처럼 예쁘게 전환하는 서비스이다. RSS 리더의 단점을 극복하고 보기 편한 UI를 제공하는 서비스이다. 사용자가 블로그나 뉴스 사이트의 RSS를 등록하면 스마트폰이나 태블릿 PC용 잡지처럼 보여준다. 트위터나 페이스북 계정을 연결하면 SNS 친구의 글도 잡지 기사처럼 자동 편집한다.

## 디지털 큐레이션의 과제
- 저장 포맷의 진화와 쇠퇴[12]
- 새 데이터와 데이터 세트의 생성 비율
- 링크와 검색 결과를 통한 데이터의 접근성 유지
- 데이터 세트에 대한 의미론적 정의와 존재론적 정의에 대한 비교[12]

## 디지털 큐레이션의 과제에 대한 대응
- 특화된 연구 기관[13][14]
- 학문 과정
- 전용 심포지엄[15][16]
- 동료 평가된 기술 및 산업 저널들[17]

## 같이 보기
- 디지털 아카이브
- 디지털 포렌식
- 학예사